# Naselle (Washington)
Naselle es un lugar designado por el censo (en inglés, census-designated place, CDP) ubicado en el condado de Pacific, estado de Washington, Estados Unidos. Según el censo de 2020, tiene una población de 421 habitantes.

## Geografía
La localidad está ubicada en las coordenadas 46°22′14″N 123°46′54″O / 46.37056, -123.78167 (46.370501, -123.781565).

## Demografía
Según la Oficina del Censo, en 2000 los ingresos medios de los hogares de la localidad eran de $35,769 y los ingresos medios de las familias eran de $40.250. Los hombres tenían ingresos medios por $36.875 frente a los $18.125 que percibían las mujeres. Los ingresos per cápita para la localidad eran de $17,714. Alrededor del 4.7% de la población estaba por debajo del umbral de pobreza.
De acuerdo con la estimación 2016-2020 de la Oficina del Censo, los ingresos medios de los hogares de la localidad son de $49,389 y los ingresos medios de las familias son de $94,375. Alrededor del 1.0% de la población está por debajo del umbral de pobreza.